# 이크 존스
이크 존스(Ike Jones, 1929년 12월 23일 ~ 2014년 10월 5일)는 미국의 배우, 영화 프로듀서, 텔레비전 배우이다.
샌타모니카에서 태어났으며 로스앤젤레스에서 사망하였다. 사인은 심부전이다.

## 영화
- 애덤이라 불리는 남자 (1966년)
- 정글 짐 (1955년)
- 어바웃 미스터 레슬리 (1954년)